# John Bailey
John Bailey, född 10 augusti 1942 i Moberly i Missouri, död 10 november 2023 i Los Angeles i Kalifornien, var en amerikansk filmfotograf och regissör.
Bailey var gift med filmklipparen Carol Littleton sedan 11 mars 1972.

## Filmografi (urval)

### Som filmfotograf
- 1980 – En familj som andra
- 1985 – Silverado
- 1985 – Mishima - ett liv i fyra kapitel
- 1990 – Hur jag lärde en FBI-agent dansa marengo
- 1993 – Måndag hela veckan
- 1997 – Livet från den ljusa sidan
- 1998 – När livet vänder
- 2003 – Hur man blir av med en kille på 10 dagar
- 2005 – Systrar i jeans
- 2005 – Matte söker husse
- 2005 – The Producers
- 2008 – Mad Money
- 2009 – Dumpa honom!
- 2010 – When in Rome
- 2014 – The Angriest Man in Brooklyn